# Episodi di ZeroZeroZero
La prima stagione della serie televisiva ZeroZeroZero, composta da otto episodi, è stata trasmessa in prima visione assoluta sul canale satellitare italiano Sky Atlantic dal 14 febbraio al 6 marzo 2020. Gli episodi sono inoltre stati trasmessi in simulcast sul canale Sky Cinema Uno.
Negli Stati Uniti, Canada, America Latina e in Spagna è stata distribuita su Prime Video il 6 marzo 2020.
| nº | Titolo originale   | Titolo italiano    | Prima TV originale |
| -- | ------------------ | ------------------ | ------------------ |
| 1  | The Shipment       | Il carico          | 14 febbraio 2020   |
| 2  | Tampico Skies      | I cieli su Tampico | 14 febbraio 2020   |
| 3  | Miranda            | Miranda            | 21 febbraio 2020   |
| 4  | Transshipment      | Il trasbordo       | 21 febbraio 2020   |
| 5  | Sharia             | Sharia             | 28 febbraio 2020   |
| 6  | En el Mismo Camino | Salvezza           | 28 febbraio 2020   |
| 7  | Family             | Famiglia           | 6 marzo 2020       |
| 8  | Same Blood         | Stesso sangue      | 6 marzo 2020       |

## Il carico
- Titolo originale: The Shipment
- Diretto da: Stefano Sollima
- Scritto da: Stefano Bises, Leonardo Fasoli, Roberto Saviano e Stefano Sollima (trattamento); Leonardo Fasoli, Mauricio Katz e Stefano Sollima (sceneggiatura)

### Trama
I cartelli messicani e la 'ndrangheta sono uniti nel giro della cocaina. I Lynwood, attraverso la loro compagnia di trasporto navale, agiscono da intermediari. Tuttavia c'è chi è interessato all'interno della cosca calabrese che il carico non giunga a destinazione e salti l'affare con i messicani.
- Ascolti Italia (Sky cinema) (1° e 2° ep.): telespettatori 81.000 - share 0,3%[4]
- Ascolti Italia (Sky Atlantic) (tra le 21:00 e le 23:00) (1° e 2° ep.): telespettatori 150.000 - share 0,6%[4]
- Ascolti Italia: telespettatori 41.000 (durante la notte)[4]

## I cieli su Tampico
- Titolo originale: Tampico Skies
- Diretto da: Stefano Sollima
- Scritto da: Leonardo Fasoli e Mauricio Katz

### Trama
Durante una cena di affari con i fratelli Leyra, muore Edward Lynwood a seguito di una sparatoria tra l'esercito messicano e i Narcos. I suoi figli Emma e Chris raccolgono le redini dell'azienda di famiglia e si assicurano che il carico di cocaina, nascosto in pezzi all'interno di barattoli di peperoncini, vada in porto verso Gioia Tauro. Chris parte sulla nave per la riuscita dell'operazione. L'esercito messicano scopre la vera merce nascosta all'interno delle lattine, e blocca il tragitto. Ma un gruppo di corrotti all'interno di esso, che fa capo al sergente Manuel Contreras, è interessato al prosieguo del viaggio fino alla sua destinazione definitiva.

## Miranda
- Titolo originale: Miranda
- Diretto da: Janus Metz
- Scritto da: Leonardo Fasoli e Mauricio Katz (soggetto); Max Hurwitz (sceneggiatura)

### Trama
Chris si accorge di alcune anomalie nella sala macchine della nave e chiede spiegazioni all'addetto alla manutenzione. L'ordine è partito dal comandante della nave, un tempo molto amico di suo padre, a sua volta ricattato da Stefano La Piana. Intenzionato a bloccare il carico per una guerra in segreto contro suo nonno, il boss Don Minu, viene scoperto tuttavia da quest'ultimo una volta tornato a casa. L'anziano capo del clan fa uccidere Nicola davanti agli occhi del nipote bruciandolo vivo, e lo mette al corrente dei fatti che portarono alla morte di suo figlio, padre di Stefano. Gli intima poi di non mettersi più contro di lui d'ora in avanti. Il giovane avverte la moglie via telefono con un messaggio in codice di chiamare gli altri suoi alleati, e al loro arrivo fa scappare suo nonno e si spara un colpo di pistola alla spalla facendo loro credere di essere stato colpito dagli uomini di Don Minu nella fuga.
Nel frattempo il sergente Manuel Contreras fa i conti con le sue scelte.

## Il trasbordo
- Titolo originale: Transshipment
- Diretto da: Janus Metz
- Scritto da: Leonardo Fasoli e Mauricio Katz

### Trama
La squadra di Contreras fa affari con i Leyra, e diffonde terrore tra i Narcos. I fratelli Lynwood cercano di far ripartire la nave ferma a Dakar. Emma tenta invano la via diplomatica attraverso Omar, il miglior mediatore presente in Senegal. Chris, mentre cerca un farmaco contro la sua malattia, si avvale di alcune persone conosciute sul luogo per prelevare la cocaina dentro il carico prima che la polizia lo ispezioni e ne scopra il reale contenuto. In cambio egli permette loro di trattenerne cinquanta chili. La sua iniziativa, però, manda su tutte le furie la sorella. Si decide infine di proseguire nel deserto attraverso un massacrante viaggio via terra fino a Casablanca, dove Emma ha conoscenze.

## Sharia
- Titolo originale: Sharia
- Diretto da: Janus Metz
- Scritto da: Leonardo Fasoli, Max Hurwitz e Mauricio Katz (soggetto); Max Hurwitz (sceneggiatura)

### Trama
L'uomo che medica la ferita di Stefano da arma da fuoco si accorge che egli se l'è procurata sparandosi da solo, e riferisce tutto a Italo Curtiga, ancora convinto da ciò che gli aveva detto il giovane, che erano stati gli uomini di Don Minu, a ferirlo.
I Lynwood proseguono il viaggio attraverso il deserto verso Casablanca. Attraverso un contatto di Omar, che li accompagna nel tragitto, cercano di superare l'ostacolo costituito da un villaggio occupato da un gruppo di jihadisti. Il contatto però è deceduto ma i jihadisti acconsentono a far proseguire i tre in cambio di cento chili di cocaina. Non essendo nella posizione di trattare, Emma, Chris e Omar cedono alla loro richiesta. Nel centro del villaggio però i due fratelli vengono sequestrati e rinchiusi in due abitazioni diverse. Omar libera Emma approfittando di uno scontro a fuoco tra i jihadisti e l'esercito francese, ma viene ferito gravemente. Chris, conosce nel periodo della sua progionia il suo sequestratore, e viene utilizzato da costui facendosi passare per medico al solo scopo di varcare un altro blocco jihadista e poter benedire suo figlio appena nato. Si ritrova poi nel bel mezzo dello scontro a fuoco tra jihadisti e francesi, riesce a divincolarsi e prosegue infine il viaggio insieme alla sorella e a Omar ormai morente.

## Salvezza
- Titolo originale: En el Mismo Camino
- Diretto da: Pablo Trapero
- Scritto da: Leonardo Fasoli, Max Hurwitz e Mauricio Katz (soggetto); Leonardo Fasoli e Max Hurwitz (sceneggiatura)

### Trama
Emma e Chris raggiungono Casablanca ma perdono Omar. Manuel Contreras forma e addestra insieme a i suoi fedelissimi un gruppo di giovani, poco più che adolescenti, come mercenari. L'esercito da lui fondato lo chiama "Impresa" e ha lo scopo di prendersi tutto il mercato di droga di Monterrey per conto dei Leyra. Presasi già la parte Nord della città, Manuel si dirige con gli incassi della zona da uno dei fratelli Leyra per poi essere pagato, con i suoi uomini di fiducia, ma è costretto ad aspettare, per i troppi costi, che i suoi datori di lavoro devono sostenere per la guerra avviata, per il controllo di Monterrey. Manuel acconsente al rimando della paga e va a festeggiare con i suoi amici quanto fatto finora. Nel ristorante ove cenano, i Leyra siedono a pochi tavoli distanti da loro insieme ai Narcos e Manuel, per provocazione, offre loro tre delle bottiglie dello champagne più costoso che il ristorante possiede. Le cose peggiorano quando un diverbio tra gli uomini di Contreras e i Narcos, per un carico di armi, si trasforma in un conflitto a fuoco, ove Indio viene ferito gravemente. Manuel è appena ritornato da una serata passata insieme a Chiquitita, giovanissima vedova, incinta del giovane ucciso da lui stesso in discoteca, e alla quale dava da tempo un sussidio economico per aiutarla, nel momento difficile, che vive la ragazza. Manuel, informato dello scontro, va a soccorrere Indio e si rifugia con l'amico ferito e i suoi fedelissimi in casa di Chiquitita per poterlo medicare. Si rompono però le acque alla ragazza, e Manuel deve abbandonare momentaneamente i suoi uomini, per accompagnarla in ospedale e farle partorire il bambino.

## Famiglia
- Titolo originale: Family
- Diretto da: Pablo Trapero
- Scritto da: Leonardo Fasoli, Max Hurwitz e Mauricio Katz (soggetto); Leonardo Fasoli e Maddalena Ravagli (sceneggiatura)

### Trama
Don Minu trova un nuovo rifugio dove risiedere e manda i suoi uomini a prendere Stefano. Suo nipote però viene attirato in una trappola tesagli da Italo, accortosi da tempo del doppio gioco che questi faceva tra lui e suo nonno. Gettato poi nel porcile, Stefano viene obbligato a uccidere suo nonno, se vuol vedere salva la sua famiglia, la moglie Lucia e il piccolo Domenico, catturati nel frattempo dai Bellantone, che hanno tradito Don Minu per schierarsi con Italo Curtiga. Il giovane propone un'alternativa all'assassinio di suo nonno, bloccare il carico. È fermo temporaneamente a Casablanca e mentre non riparte fanno ancora in tempo a bloccarlo.
Italo e Stefano partono per il Marocco e prendono in ostaggio Amina, figlia di Yasser, contatto di Emma a Casablanca. Obbligano la ragazza a condurli nella stanza ove alloggiano i Lynwood, e vi trovano solo Chris. La sorella è già partita anzitempo al porto per consegnare i documenti firmati che permettono il prosieguo del carico, e vi resta sino a quando questi non riparte dentro la nave. Chris conduce i calabresi dentro il container, dove era nascosta la cocaina facendoli però prima temporeggiare, per permettere a Emma di far ripartire la nave con il contenuto all'interno. Viene ucciso a sangue da Stefano, preso per la rabbia dal tentativo fallito di poter bloccare il carico e riveder salva la propria famiglia.

## Stesso sangue
- Titolo originale: Same Blood
- Diretto da: Pablo Trapero
- Scritto da: Leonardo Fasoli, Max Hurwitz e Mauricio Katz (soggetto); Leonardo Fasoli e Max Hurwitz (sceneggiatura)

### Trama
Manuel Contreras tiene in braccio la figlia neonata di Chiquitita, e raccomanda alla ragazza un sussidio economico ogni mese d'ora in avanti. Si congeda da lei confessandole l'omicidio per mano sua, di suo marito Diego, e si reca insieme al suo esercito, che lo aspetta all'uscita dell'ospedale, a elaborare un piano di assalto da attuare contro i fratelli Leyra. 
Il comandante e i suoi uomini irrompono nel pieno di una festa di compleanno, organizzata dai loro ormai ex datori di lavoro, uccidendo solo gli uomini di guardia alla villa e lasciando fuggire donne, bambini e invitati. Viene risparmiato temporaneamente anche il più giovane dei Leyra, Jacinto, ma solo per organizzare l'incontro con Emma, dentro la villa per la seconda tranche di trentuno milioni di dollari che servono a pagare il carico. Ad appuntamento preso, Manuel uccide anch'egli e si fa trovare all'appuntamento con l'americana al posto dei Leyra. 
Emma viene a sapere tramite Amina di suo fratello preso in ostaggio dai calabresi, e lo trova morto nel magazzino dove era depositato il carico prima della sua partenza. Parte per Gioia Tauro e mette a corrente Don Minu delle azioni del nipote a Casablanca: la morte di Chris e tentativo, seppur fallito, di bloccare il carico. Si risolve la questione tramite un accordo stabilito dall'americana: la pelle di Stefano in cambio del numero del container in cui è contenuta la cocaina. Il vecchio boss acconsente.
Stefano giunge poco dopo e viene disarmato da uno degli uomini di suo nonno. Vedendo Emma accanto a egli, e convocato da quest'ultimo in privato dentro il rifugio, capisce che per lui è finita. Nell'abbraccio del nonno che odora di morte, chiede di poter risparmiare almeno la sua famiglia. Don Minu accoltella con un colpo al cuore, il nipote, non senza prima un attimo di dispiacere a seguito del suo omicidio. Poi manda i suoi uomini a uccidere Italo e i Bellantone, e recuperare Lucia con il piccolo Domenico. 
Emma prende gli ultimi accordi per il pagamento del trasporto effettuato con Don Minu, e vola a Monterrey dove consegna i soldi destinati al pagamento del carico a Manuel Contreras, ormai nuovo padrone di Monterrey. Seduta al centro di un divano, con i due fratelli Leyra deceduti accanto a lei, stipula con il comandante una trattativa per un nuovo carico da destinare in Russia, le prossime tre settimane, e soddisfatta, torna a casa.